# Dinnyés Árpád
Dinnyés Árpád (Tőketerebes, 1893. április 9. – Temesvár, 1950. július 8.) magyar újságíró.

## Életpályája
Tanulmányait Budapesten, Sárospatakon és Pozsonyban végezte. Újságírói tevékenységét Érsekújvárban kezdte, 1910-ben, majd a budapesti Világ és a Budapest című lapok munkatársa lett.
Az első világháború éveiben került Temesvárra, ahol két éven át a Temesvári Újság szerkesztőségében dolgozott. A lap megszűnése után Rovás címmel adott ki riportújságot. 1923-tól adta ki és szerkesztette a hírhedt Kaviár című „szexuáltudományi”, akkoriban pornográfnak minősített lapot. Azonos elnevezésű könyvsorozatában, majd a Damó Jenő-féle Én, Te, Ő folyóirat címét átvevő füzetsorozatban hazai és külföldi szerzők erotikus írásait jelentette meg. Több kommersz irodalmi munkája közül a Mi a divat – nőben? (Temesvár, 1938) 21 fontos női típust mutatott be.